# Eduardo Tudela
Eduardo Esteban Tudela Ruíz (Rancagua, Chile, 3 de marzo de 1986) es un futbolista chileno. Del 2008 que se encuentra libre, su último club fue San Marcos de Arica.

## Trayectoria
Se inició en las divisiones inferiores de O'Higgins en el año 2004 es subido al primer equipo jugando en la Primera B donde marco algunos goles luego el 2005 parte a Cobreloa para volver el 2006 a O'Higgins en la Primera División pero no se le renueva contrato y parte a Trasandino donde juega la temporada 2007 de la Tercera División.El 2008 vuelve a la Primera B esta vez a San Marcos de Arica pero debido a problemas contractuales con el técnico Orlando Mondaca es separado del plantel quedando sin club.

### Participaciones en campeonatos sudamericanos
| Campeonato Sudamericano     | Sede    |
| --------------------------- | ------- |
| Sudamericano Sub-17 de 2003 | Bolivia |

## Clubes
| Club                | País  | Año  |
| ------------------- | ----- | ---- |
| O'Higgins           | Chile | 2004 |
| Cobreloa            | Chile | 2005 |
| O'Higgins           | Chile | 2006 |
| Trasandino          | Chile | 2007 |
| San Marcos de Arica | Chile | 2008 |

- Datos: Q5804030